# Tolzac
Le Tolzac est une rivière du sud de la France qui coule dans le département de Lot-et-Garonne. C'est un affluent direct de la Garonne.

## Géographie
Il prend sa source près de la commune de Lougratte près de Saint-Maurice-de-Lestapel en Lot-et-Garonne et, en aval de Fauillet, se jette en rive droite dans la Garonne, en aval de Tonneins.

## Départements et principales communes traversées
Lot-et-Garonne : Cancon, Moulinet, Monclar, Monbahus, Varès, Fauillet, Verteuil-d'Agenais, Tonneins.

## Principaux affluents
- Le Tolzac de Verteuil 28,1 km
- La Torgue 13,1 km[1]